# Christophe Revel
Christophe Revel, né le 25 mars 1979 à Dinan (Côtes-d'Armor), est un ancien footballeur français qui évoluait au poste de gardien de but avant de se reconvertir en tant qu'entraîneur des gardiens.

## Biographie
Revel est formé à l'En Avant de Guingamp, sans parvenir à y passer professionnel. Il s'engage par la suite au FC Dinan-Léhon, au niveau régional, et se prépare dans le même temps à devenir éducateur sportif.

### Carrière de joueur
En juillet 2000, il est repéré par le Stade rennais qui le fait venir. En mars 2001, il est sélectionné en équipe de France Universitaire (FFSU) pour un match en Libye. Troisième gardien du club, il fait une apparition en Ligue 1, le 15 septembre 2001, lors d'un déplacement à Montpellier.
Au mois de janvier suivant, il est prêté par le Stade rennais au KSK Beveren. Après six mois en Belgique, il y signe un contrat professionnel de trois ans. Néanmoins, l'aventure tourne court, et Revel choisit de revenir en Bretagne après une saison seulement.
Il rejoint alors la GSI Pontivy, qui évolue en CFA. En parallèle, Revel est contacté par Patrick Rampillon, et devient entraîneur des gardiens du Centre de formation du Stade rennais. Après une saison à Pontivy, Revel signe à Vannes, club qui évolue également en CFA, en 2004.
À la fin de la saison 2004-2005, Vannes est promu en National. Obligé de s'amplifier la fréquence de ses entraînements, Revel choisit de se concentrer sur sa carrière de joueur, et quitte donc ses fonctions d'entraîneur des jeunes gardiens du Stade rennais.
En mai 2008, Vannes accède à la Ligue 2, avec Revel dans les buts. La saison suivante, il doit laisser sa place de titulaire à Benoît Costil en championnat. En contrepartie, il dispute les matches de Coupe de France et de Coupe de la Ligue. Dans cette dernière épreuve, il se montre décisif en permettant à son équipe d'aller jusqu'en finale, stoppant neuf tirs au but lors de trois rencontres différentes. Malheureusement, les Girondins de Bordeaux ne laissent aucune chance à Vannes en finale (0-4).

### Carrière d'entraîneur
Le 9 juin 2009, il s'engage comme entraîneur des gardiens du groupe professionnel du Stade rennais, et met donc de facto un terme à sa carrière de joueur. 
Fin août 2017, il quitte son poste à la suite de l'arrivée de Tomáš Koubek au club malgré sa prolongation de trois ans en juin. Revel œuvrait pour qu'Abdoulaye Diallo, formé au club et de retour de prêt, devienne n°1 après le départ de Benoît Costil à Bordeaux. Il est alors remplacé par Olivier Sorin.
Il rebondit au FC Lorient, qu'il rejoint fin juin 2018, pour officier en tant qu'entraîneur des gardiens à la suite du départ d'Anthony Saulnier. Lorsque Christophe Pélissier prend les rênes de l'équipe première en mai 2019, il arrive avec son staff et installe Olivier Lagarde au poste d'entraîneur des gardiens, Revel quittant le club.
Il intègre le staff de Vahid Halilhodzic, sélectionneur du Maroc, à partir de mars 2020. Il quitte la sélection quelques mois plus tard, l'Olympique lyonnais annonçant son arrivée comme entraîneur des gardiens le 2 juin 2020 pour une saison.
Il est entraîneur des gardiens du LOSC de juillet 2021 à juin 2022. 
Il prend la direction du Stade brestois 29 en décembre 2022 pour y occuper le poste d'entraîneur des gardiens afin de permettre à Julien Lachuer de se concentrer sur sa nouvelle mission d'entraîneur par intérim de l'équipe première en compagnie de Bruno Grougi et Yvan Bourgis à la suite de l'éviction de Michel Der Zakarian.

## Palmarès
- Champion de France de National en 2008 avec le Vannes OC
- Finaliste de la Coupe de la Ligue en 2009 avec le Vannes OC
- Vainqueur du Groupe D de CFA en 2005 avec le Vannes OC
- 1 sélection en Équipe de Bretagne en 2008 (Bretagne – Congo : 3-1)

## Statistiques
- 1 match et 0 but en Ligue 1 (D1)
- 12 matchs et 0 but en Ligue 2 (D2)
- 102 matchs et 0 but en National (D3)
- 14 matchs et 0 but en première division belge